# Vérove
Vérove ist ein französischer Familienname.

## Namensträger
- François Vérove (1962–2021), französischer Serienmörder und -vergewaltiger
- Jimmy Vérove (* 1970), französischer Basketballspieler
- Yves-Marie Vérove (1949–2022), französischer Basketballspieler und -trainer